# Rusty Wallace
Russell William Wallace Jr., detto Rusty (Fenton, 14 agosto 1956), è un pilota automobilistico statunitense.

## Biografia
Egli esordì nel 1984 a Daytona in una gara disastrosa caratterizzata da più di 24 entrate della Pace Car: nella gara di 43 auto iscritte, trentatré soltanto tagliarono il traguardo, e tra queste trentatré Rusty fu l'ultimo a tagliare il traguardo; il suo esordio non poteva iniziare nel peggiore dei modi. Alle gare successive egli ottenne dei risultati poco soddisfacenti: fra i migliori risultati del suo anno d'esordio oltre al primo podio, si annovera solo un terzo posto.
Le cose cambiarono radicalmente qualche anno dopo: nel 1987 vinse il titolo NASCAR, poi passò al team di Roger Penske dietro il volante della Pontiac Grand Prix numero 2. Wallace rimase a bordo della "Blue Deuce" (soprannome della vettura #2 di Roger Penske, affibbiatole per via della livrea blu dello sponsor, la birra Miller, con cui il team di Penske ha un legame da più di vent'anni) fino alla fine della sua carriera. Nel 1995 si classificò secondo dietro al campione in carica del momento: Dale Earnhardt. Nel 1996 il team passò alla Ford.
Il 2000 fu un campionato, caratterizzato soprattutto dall'esordio di nuovi grandi piloti quali, tra gli altri, Jeff Gordon e Tony Stewart.
Nel 2000 Rusty venne premiato come miglior pilota in quanto a sportività e lealtà con gli altri piloti, anche se fu proprio lui la vittima della celebre rissa provocata da un incidente con Jeff Burton, che non gradì di finire nell'erba a soli tre giri dal termine della gara quando era in seconda posizione. Nel 2001 accadde la disgrazia: il suo amico di sempre, il suo rivale eterno Dale Earnhardt morì all'ultimo giro di pista nel circuito da lui sempre preferito, Daytona. L'incidente, di per sé banale e senza grossi coinvolgimenti, fu visto da Rusty che si trovava proprio dietro l'amico rivale.
Il 2002 ed il 2003 videro Rusty sempre nella cerchia dei primi dieci migliori piloti. Rusty, ad inizio 2003, fu coinvolto nel cambio di scuderia nel team di Roger Penske, che dalla Ford passò alla Dodge. Il 2005 fu l'ultimo anno di Wallace nelle corse automobilistiche. Dopo il suo ritiro, ha intrapreso una buona carriera manageriale fondando, nel 2006, il team Rusty Wallace Racing, militante nella Nationwide Series, che dal 2006 al 2011 ha annoverato tra le sue file piloti di ottimo calibro come Steve Wallace (figlio di Rusty), David Stremme, Brendan Gaughan, Michael Annett e David Reutimann.
Per il 2012, il team di Wallace ha deciso di non partecipare al campionato Nationwide a causa della perdita di diversi sponsor, uno su tutti la bibita energetica 5-Hour Energy, sponsor della macchina di Steve Wallace nonché partner principale della scuderia.
Comunque, Rusty Wallace in una recente intervista ha dichiarato che il suo team, se si riescono a trovare gli sponsor giusti, ritornerà a correre sicuramente nel 2013, e non ha escluso nemmeno qualche apparizione durante la stagione 2012.